# Polymastia mamillaris
Polymastia mamillaris è una specie di Demospongiae della famiglia Polymastiidae. È la specie tipo del genere Polymastia.

## Habitat e distribuzione
Spugna incrostante, talvolta presente anche su fondali sabbiosi.

## Descrizione
Colore giallo-arancio, papille di colore bianco-rosa, incrostante ma occasionalmente eretta sul fondale.